# Ospedale Amedeo di Savoia
L'ospedale Amedeo di Savoia, inaugurato nel gennaio 1900 come ospedale per malattie infettive in una zona circoscritta ed isolata su tre lati dalla Dora Riparia, fa parte dei servizi ospedalieri gestiti dalla ASL "Città di Torino". È situato nel quartiere San Donato al confine con Borgata Ceronda.

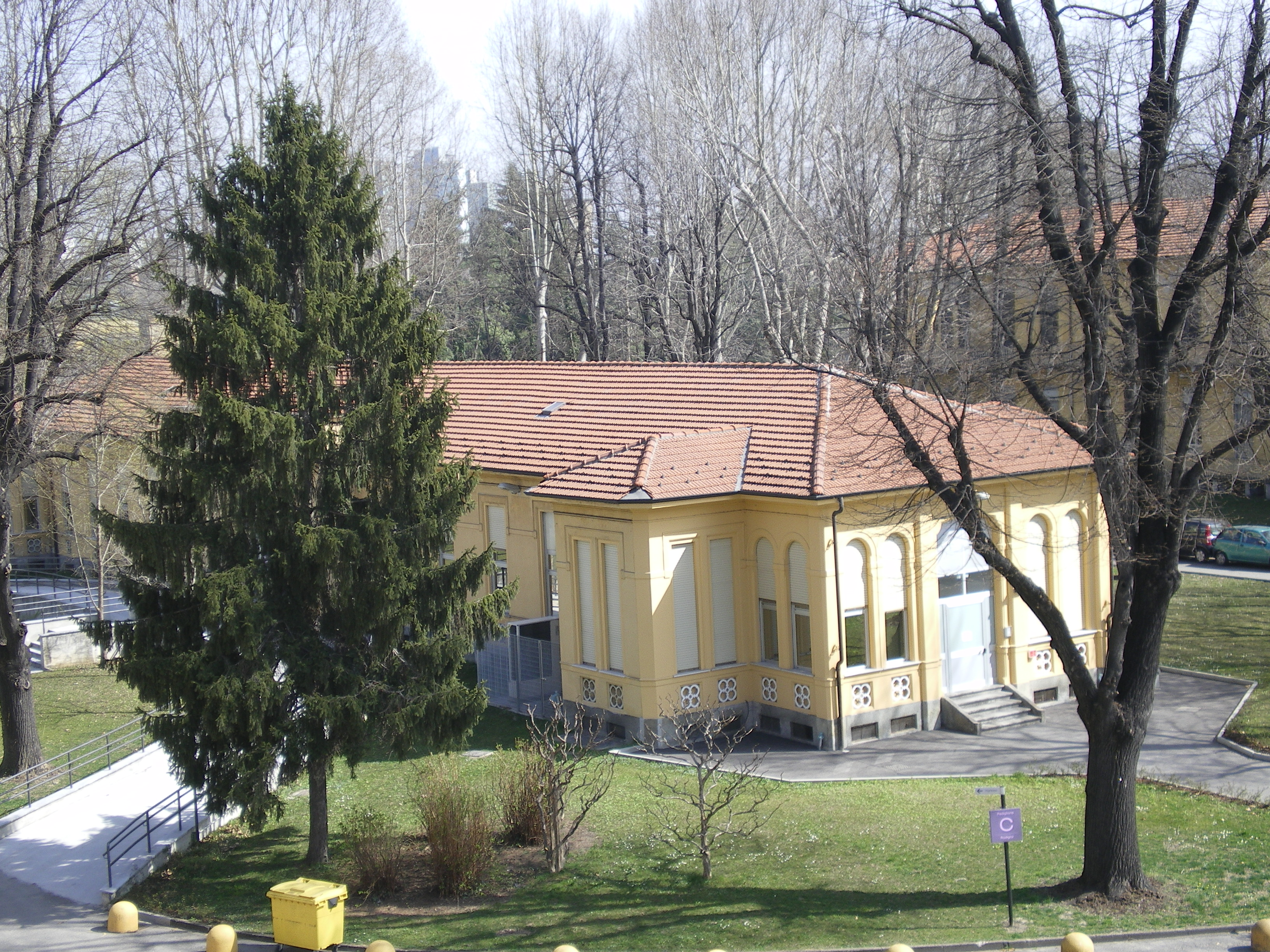
Uno dei padiglioni dell'ospedale Amedeo di Savoia

Durante l'alluvione dell'ottobre 2000, l'ospedale fu sgomberato velocemente ed i pazienti trasferiti in altri nosocomi a causa dello straripamento della Dora Riparia in prossimità del ponte Candido Ramello ed in via Pianezza.
Il comprensorio ospedaliero, strutturato secondo una disposizione a padiglioni separati, è composto dall'ospedale Amedeo di Savoia, che è il riferimento regionale per la diagnosi e la cura delle malattie infettive, e dal padiglione Birago di Vische, a cui fanno capo le attività di medicina interna e geriatria.
Il laboratorio di microbiologa e virologia è centro di riferimento della Regione Piemonte per la sorveglianza virologica dell'influenza della rete InfluNet, registrato presso il Centro europeo di controllo delle malattie (ECDC) di Stoccolma nonché centro di riferimento per la diagnosi nella recente pandemia di COVID-19.
Il laboratorio effettua test per la diagnosi e la gestione delle malattie infettive mediante tecniche di biologia molecolare di alta specializzazione. Il laboratorio si avvale delle tecniche più avanzate della diagnostica molecolare, quali saggi quantitativi mediante real-time "Polymerase Chain Reaction", analisi di sequenza e studi mutazionali per la variabilità genetica dei virus e per la valutazione della resistenza ai farmaci.
L'ospedale è centro di insegnamento e ricovero della Clinica universitaria di malattie infettive dell'Università di Torino, diretta dal prof. Giovanni Di Perri.